# La Santé
La Santé (francouzsky: Prison de la Santé) je věznice v Paříži, která se nachází ve 14. obvodu.

## Budova
Věznice byla postavena roku 1867 architektem Vaudremerem. Má lichoběžníkový půdorys a obklopují ji čtyři ulice:
- na severu Boulevard Arago
- na západě ulice Rue Messier
- na jihu ulice Rue Jean Dolent
- na východě ulice Rue de la Santé

Až do roku 2000 byli vězni rozdělováni podle geografického původu a etnika. Některé skupiny vězňů jsou odděleny, ale většina je rozptýlena ve čtyřech blocích:
- Blok A: Východní Evropa
- Blok B: Černá Afrika
- Blok C: Maghreb
- Blok D: zbytek světa

V současnosti jsou funkční pouze bloky A a D, zbylé dva procházejí rozsáhlou rekonstrukcí.
Věznice La Santé je posledním vězením intra-muros v Paříži. Další důležité věznice v okolí metropole jsou v Poissy, v Fleury-Mérogis, ve Fresnes a v Melunu.

## Tresty smrti
Od roku 1899, kdy byla uzavřena pařížská věznice Grande Roquette, byli odsouzenci k deportaci a trestu smrti internováni v La Santé. Gilotina byla umístěna na rohu ulic Rue de la Santé a Boulevard Arago. První poprava zde byla vykonána 6. srpna 1909. Během okupace zde bylo popraveno 18 odbojářů. Poslední poprava se konala 28. listopadu 1972, kdy byli popraveni Claude Buffet a Roger Bontems.

## Známé osobnosti vězněné v La Santé
- Victor Serge (1890–1947) – revolucionář a spisovatel ruského původu
- Bernard Bonnet (* 1948) – francouzský prefekt
- Iljič Ramirez Sánchez (* 1949) – venezuelský terorista
- Yvan Colonna (* 1960) – korsický nacionalista
- Jacques Crozemarie (1925–2006) – zakladatel francouzské Asociace pro výzkum rakoviny
- Jean-Christophe Mitterrand (* 1946) – syn Françoise Mitterranda
- Maurice Papon (1910–2007) – francouzský politik a policejní úředník
- Alfred Sirven (1927–2005) – obchodník odsouzený za rozsáhlou korupci ve společnosti ELF Aquitaine
- Bernard Tapie (1943–2021) – obchodník a francouzský poslanec
- Léon Daudet (1867–1942) – spisovatel, novinář a politik
- Guillaume Apollinaire (1880–1918) – francouzský básník, dramatik a anarchista
- Samy Naceri (* 1961) – francouzský herec a producent, známý z filmu Taxi
- Karel Toman (1877–1946) – český básník, novinář a překladatel
- Antonín Pelc (1895–1967) – malíř
- Adolf Hoffmeister (1902–1973) – český spisovatel a publicista
- Alén Diviš (1900–1956) – český malíř a ilustrátor

## La bonne Santé
Naproti vězeňské bráně existovala kavárna jménem À la bonne Santé. Zde se často shledávali právě propuštění vězni se svými příbuznými. Byly zde natočeny scény pro mnoho francouzských filmů (například úvodní scéna s Jeanem-Paulem Belmondem ve filmu Nenapravitelný). Podnik byl uzavřen roku 1980.